# Трайбл

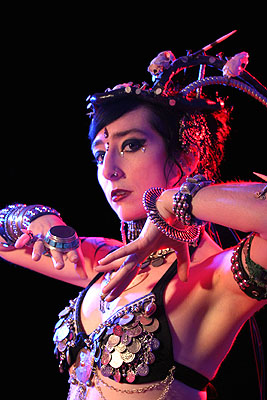
Танцовщица Ariellah Aflalo

Трайбл (англ. tribal, tribe — племенной, племя) — современный стиль танца, основанный на сочетании элементов фольклорных танцев Северной Африки, Ближнего Востока, Индии и фламенко. На сегодняшний день выделяют три основных направления стиля трайбла: ATS (American Tribal Style), Tribal Fusion, Improvisational Tribal Style (ITS).

### История создания стиля
Прародительницей трайбла считается Джамила Салимпур (1926–2017). Она родилась в семье итальянских эмигрантов в Нью-Йорке в 1926 г. С 1958 года Джамила переезжает в Сан-Франциско и устраивается танцовщицей в процветающий арабский ночной клуб «Багдад» на Бродвее. Позже, став совладелицей клуба, она организовывает выступления для танцовщиц Ближнего Востока, систематизирует танцевальные движения.
В 1967 году Джамила Салимпур переезжает в Беркли (Калифорния) и формирует из своих учеников труппу Bal Anat для выступлений на проходившей тогда в Северной Калифорнии «Ярмарке Возрождения» («Renaissance Pleasure Faire»). Программа Bal Anat включала в себя танцы Туниса, Марокко, Алжира, Индии, Египта, сольные и групповые номера с мечами, змеями, кувшинами, тростями и другим реквизитом.
В 1970 году от Bal Anat отделяется Маша Арчер и создает свою танцевальную школу San Francisco Classic Dance. Её взгляды на танец, его стиль и подачу отличались от общественного мнения о восточных танцах. Маша считала, что сам танец и женщины, его исполняющие, достойны большего. Маша вводит в танец сильную, открытую и стремящуюся вверх постановку корпуса, уходит от соревновательности между танцорами, модифицирует костюм, делая его более закрытым.
С 1987 года начинает свое существование коллектив FatChanceBellyDance® под руководством Каролины Нериккио, ученицы Маши Арчер. Каролина разрабатывает уникальную систему взаимодействия танцевальной группы на сцене, позволяющей танцовщицам танцевать синхронно без предварительных репетиций — American Tribal Style. Дальнейшее развитие ATS и эксперименты на его базе по слиянию с другими танцевальными направлениями (фламенко, одисси, хип-хоп и др.) приводят к выделению отдельной ветви трайбла — tribal fusion.

## American Tribal Style

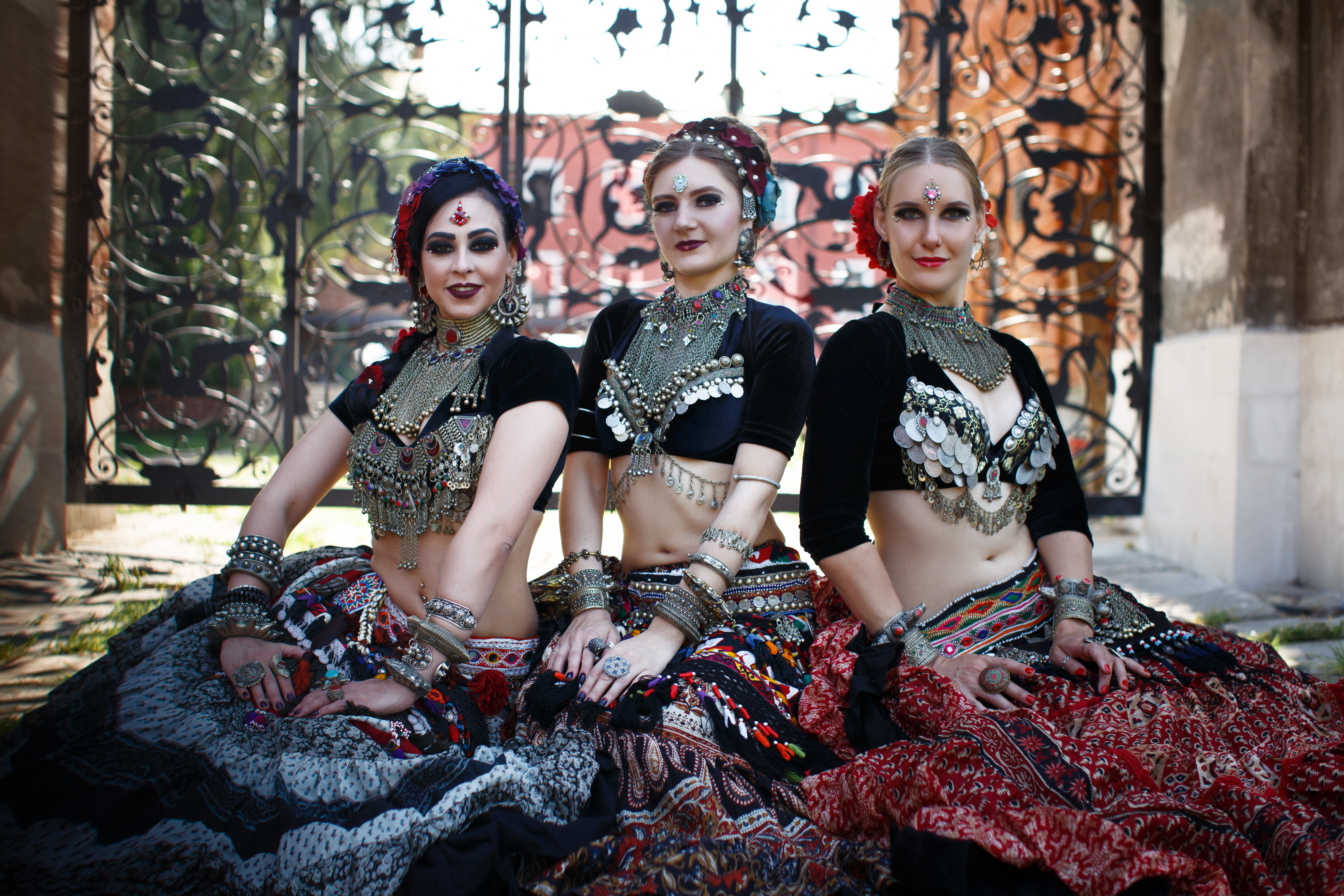
танцовщицы American Tribal Style в обнажающей живот одежде

American Tribal Style (ATS) – это современный социальный танец с единым для танцовщиц словарём движений и переходов между ними, разработанный Каролиной Нериккио, что позволяет исполнительницам из разных стран синхронно импровизировать вместе без предварительных репетиций и договоренностей.
Танец исполняется в формациях — группах от двух до четырех человек. При этом в каждой группе всегда есть лидер, который импровизирует на основе словаря движений, а остальные участники формации повторяют за ним, ориентируясь на ключи. Ключом к началу каждого нового движения или поворота является изменение угла разворота корпуса, смена уровня и положения рук, поворот головы лидера. Смена лидера происходит через круг или с помощью комплекса перестроений.

#### Принципы групповой импровизации
ATS позиционируется как танец, который могут танцевать все, независимо от возраста и телосложения, важно лишь желание танцевать. В ATS есть основные принципы, придерживаясь которых, танцовщицы могут синхронно импровизировать в группе:
- eye-contact — танцовщицы поддерживают визуальный контакт, если находятся лицом друг к другу. Это позволяет отслеживать перехват инициативы и вовремя начинать новое движение.
- принцип ведения-следования — лидер группы уважительно относится к ведомым, не танцует движений, которых они не знают или не могут выполнить. Ведомые в свою очередь уважают своего лидера и танцуют то, что он показывает. Таким образом в танцующей группе все поддерживают друг друга. Лидер может быть постоянным или временным (в перестроениях и поворотах).
- flock of birds (принцип синхронизации) — следование за временным лидером в поворотах. Временный лидер — тот, кто никого не видит в данный отрезок времени.
- если в выступающем коллективе больше четырех человек, то группа на сцене выстраивается в формацию-полумесяц (хор). Из хора в центр сцены по очереди выходят соло-группы танцующих, образуя случайные или заранее оговоренные формации, остальные участники подбадривают их захаритом и аккомпанементом сагат.

### Словарь движений
Основу стиля составляет словарь движений, который можно разделить на две большие группы: быстрая часть (быстрый ATS) и медленная (медленный ATS). Положение рук, ног, головы и корпуса чётко регламентированы для каждого движения и переходов между ними.

#### Быстрый ATS
Движения быстрой части исполняются под ритмичную, с характерной «квадратностью» (счёт кратен 4 или 8), музыку. Движения быстрой части можно разделить на группы, каждая из которых имеет в основе одно из четырёх базовых движений:
- Shimmy (тряска бёдрами);
- Egyptian (попеременная скрутка бёдер);
- Arabic (волна грудным отделом);
- Bumps (удары бёдрами).

Все движения быстрой части сопровождаются игрой на сагатах; некоторые движения требуют исполнения определенного сагатного ритма.

#### Медленный ATS
Движения медленной части исполняются под размеренную музыку и не имеют чёткого счёта. Включают в себя позы, различные повороты, круг грудью, волну грудным отделом и восьмёрки бёдрами. Ключами к началу нового движения являются как изменения угла поворота корпуса, положения рук и др., так и начало самого движения. Все движения медленной части могут быть дополнены флорео (вращение запястья, взято из фламенко) или выполняться с изменением уровня.

#### Особенности постановки корпуса
- вес тела больше переносится на пятки;
- колени остаются мягкими;
- копчик направлен вниз, нижний пресс в тонусе;
- высокое положение головы;
- плечи расправлены;

#### Использование реквизита
При групповой импровизации в рамках ATS допускается использование реквизита (тамбурины, юбки, мечи, корзины и др.). Основное требование к танцу с использованием реквизита — минимальное изменение исходных движений и читаемые ключи, которые можно понять без предварительной подготовки.

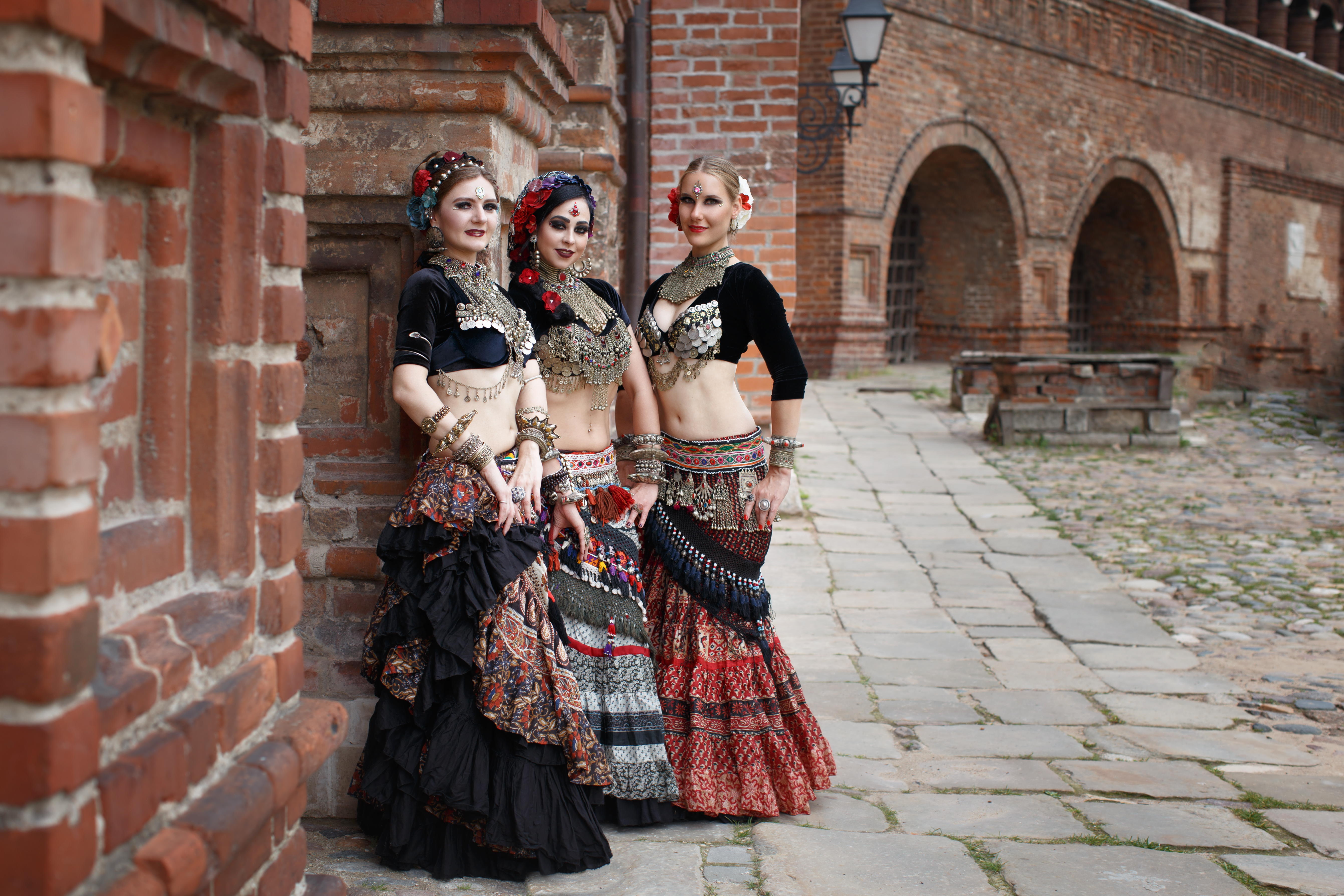
на фото пример обнажающего живот полного костюма для ATS

### Внешний вид танцовщиц ATS
Внешний вид танцовщиц ATS довольно жёстко регламентирован. К обязательным элементам классического ATS-костюма относят:
- чоли (чаще всего используются однотонное бархатные, или украшенные традиционной вышивкой шиша);
- лиф, расшитый тесьмой, ракушками, монетками, цепями или асьютом;
- две ярусные юбки-солнце;
- шаровары;
- пояс;

По желанию костюм может дополняться платками, подпоясником, дупаттой. В большинстве случаев танец исполняется босиком.
Исполнительницы собирают волосы в высокие прически, украшенные цветами и шпильками, или завязывают на голове тюрбан. Макияж может быть дополнен стилизованными бинди или харкузом(имитация традиционных берберских лицевых татуировок).

#### Разновидности юбок для ATS
Юбки для ATS шьются обычно из хлопковой ткани и имеют длину окружности подола порядка 23 м. Очень часто для изготовления юбок используются индийские сари, что позволяет выделить несколько видов юбок:
- однотонные юбки и юбки-градиенты;
- юбки-падмы: изготавливаются из индийских хлопковых сари с декоративной тесьмой по краям;
- юбки-махарани: изготавливаются из индийских сари специальной расцветки, густо украшенных росписью и блёстками;
- юбки блок-принт: изготавливаются из индийского хлопка с рисунком нанесенным методом набойки;
- юбки-джайпур: изготавливаются из ткани с характерным рисунком «горох», который получается при обвязывании участков ткани ниткой и последующей окраской ткани в нужный цвет; подобный метод окраски сари характерен для округа Джайпур.

### Музыкальное сопровождение
ATS обычно исполняют под фольклорную арабскую, индийскую, балканскую музыку. Однако допустимо использовать современные музыкальные композиции, подходящие по стилистике к выступлению.

Классический трек-лист для ATS был составлен на основе композиций, используемых коллективом FatChanceBellyDance, и включает в себя таких исполнителей как Helm, Hossam Ramzy, Omar Faruk Tekbilek, Raquy and the Cavemen, Solace и др.

#### Основные сагатные ритмы используемые в ATS
Танцовщицы ATS аккомпанируют себе игрой на сагатах. Основной ритм, который играют, танцуя быстрый ATS, — «лонга», «трёшки» или «галоп». За некоторыми движениями закреплён ритм «милитари». Иногда танцовщицы договариваются играть один из традиционных арабских ритмов в зависимости от музыкальной композиции, под которую они танцуют (например, балади).

## Трайбл-фьюжн

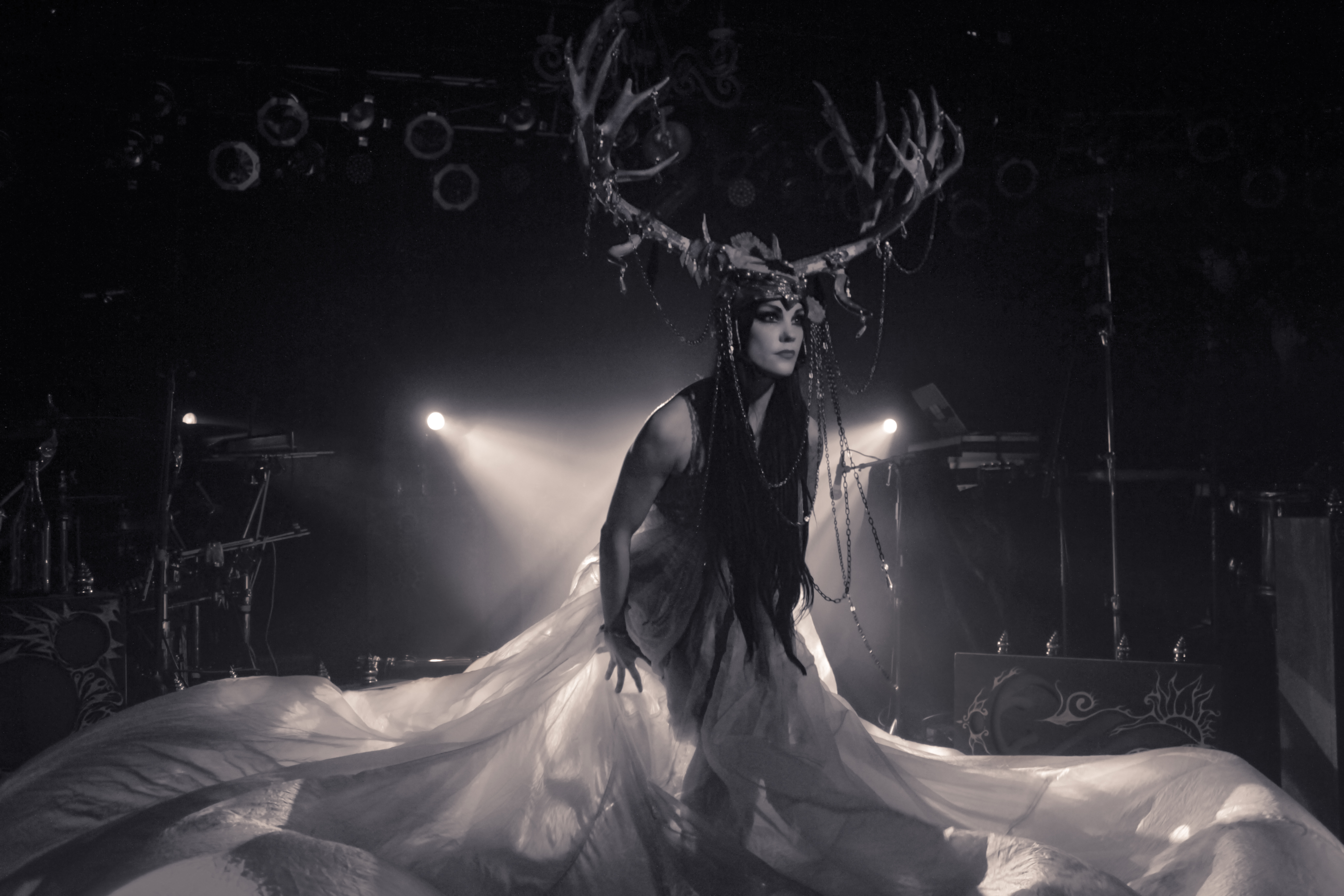
Зои Джейкс на концерте «Beats Antique»

Трайбл-фьюжн (от англ. fusion — «смесь») — современная западная форма восточного танца живота, появившаяся через слияние американского трайбла и танцев кабаре. Танцоры используют движения из поппинга, хип-хопа, танцев живота, фламенко, катхака, одисси и других форм из классических и народных танцев. Первой группой данного направления считается «Belly Dance Theatre» Джилл Паркер. Танцовщицы использовали танцевальную и миксовую музыку, привнесли театральности своим выступлениям, увеличили словарь движений.
Отличительными чертами трайбл-фьюжн от стилизованного под него шоу-бэллиданса считаются обязательное знание базы движений, характерная постановка корпуса и рук. Включает как индивидуальную импровизацию (в том числе соло под живые барабаны) и постановку, так и групповую постановку.

### Направления
Танцоры вправе исполнять свои танцы согласно собственной задумке, используя элементы хатха-йоги, фаер-шоу, пои, жонглирования, балекта, циркового представления, эротического танца, бурлеска, народного танца, гимнастики, боевых искусств. Существует несколько основных направлений трайбл-фьюжн:
- Индийский — фьюжн с Бхаратанатьям, Кучипуди, Одисси и др. классических индийских танцев.
- Трайблеск — фьюжн с элементами образов, характерных для водевиля и оперетт в стиле бурлеск. В хореографии или образе часто присутствует небольшая комическая история.
- Трабарет — фьюжн с кабаре-бэллидансом. Движения более расслабленные. В отделке костюма могут использоваться стразы, пайетки и др. атрибуты костюмы для классического танца живота.
- Трайбл-фламенко — фьюжн с элементами фламенко.
- Винтаж трайбл, Чарлстонский трайбл — чаще всего узнаваемая стилистика 20-х годов[15].
- Славянский трайбл — фьюжн с элементами русских, украинских, белорусских народных танцев. Первопроходцами считаются коллективы «Серебряная ночь», «Уйбаба», «Джа Сурья»[источник не указан 2776 дней].
- Импровизационный трайбл (Improvisational Tribal Style, Group Improvisation Stile) — фьюжн базы АТС с личным стилем исполняющего коллектива. Суть в том, что отдельный коллектив разрабатывает собственный словарь движений, может дополнять правила перестроений на основе словаря и правил ATS, изменять костюмы ATS вплоть до трайбл-фьюжн. В данном стиле, в отличие от ATS, не обязательно играть на сагатах. Импровизировать таким образом возможно только в своей группе. Существует множество первооткрывателей данного стиля. Наибольшую популярность приобрели такие коллективы, как «Унмата», коллектив Каджиры Джумани, «Wild Card» и т. д.

### Музыка
Танцы трайбл-фьюжн развивались тесно с разветвлением жанров электронной и этнической музыки. Созданная специально для танцев живота музыка называлась просто «восточной» и дала начало восточно-электронному жанру. Среди музыкантов, чьё творчество связано с трайбл-фьюжн, имена: Амон Тобин, Squarepusher, Pentaphobe, Solace, «Beats Antique», Jorge Sacco, «Raquy & the Cavemen», «Dead Can Dance», August Hoerr.

## Трайбл в России
В 2005 году впервые вышла статья о трайбле в журнале «Ориенталь» (№ 0) и появился сайт, посвящённый трайблу. С этого момента открываются танцевальные школы, проводятся мастер-классы и выступления трайбл-танцовщиц. В 2007 году основана Российская федерация трайбла (РФТ), который с 2008 года устраивает ежегодные фестивали трайбла в Москве. В рамках фестивалей проводятся обучающие сессии, мастер-классы по АТС и трайбл-фьюжн, в том числе с участием преподавателей FCBD и иностранных звёзд трайбл-фьюжн.
В 2013 году по приглашению Россию посетила «королева трайбл-фьюжн» Рейчел Брайс.
Осенью 2016 года на гала-шоу московского танцевального фестиваля «Шемахинская Баядерка», состоялся дебют танцовщицы из Батайска Яны Кремнёвой. Видео её выступления за пару дней набрало несколько сотен тысяч просмотров в YouTube и «покорило Facebook», набрав рекордные 20 миллионов просмотров.

## Конкурсы в трайбле
Философия трайбла не приемлет конкурсы в любых проявлениях. Они ведут к разобщению и шаблонности. Хоссам Рамзи о конкурсах в танце живота:

 Конкурсы — это уловка для зарабатывания денег, чтобы стравливать танцоров, желающих получить дешёвый и бесполезный титул и хвалиться им. Но это ложь. Я никогда не обращал внимания и не ценю подобную чепуху. Это хитрость для зарабатывания денег. Нет конкурсам в танцах. Спасибо.
Оригинальный текст (англ.)I don’t believe in competitions in dance and I personally think it is a money making ploy to get the dancers to compete against each other, earn a cheap and useless title and go around believing they are “it”. Which they are not. I never pay any attention to this kind of stuff and I have no respect for it. It is a money making ploy. No competition in dance. Thank you.